# Everything I Thought It Was
| Recensione | Giudizio |
| ---------- | -------- |
| Spin       | D        |

Everything I Thought It Was è un album in studio di Justin Timberlake, pubblicato il 14 marzo 2024 sull'etichetta Columbia e RCA Records.

## Tracce
1. Memphis – 4:29 (Justin Timberlake, Kenyon Dixon, Floyd Nathaniel Hills)
2. Fuckin' Up the Disco – 4:22 (Angel López, Federico Vindver, Adam Wiles, Justin Timberlake)
3. No Angels – 3:28 (Angel López, Federico Vindver, Adam Wiles, Justin Timberlake)
4. Play – 2:51 (Ryan Tedder, Michael Pollack, Federico Vindver, Andrew DeRoberts, Floyd Nathaniel Hills, Justin Timberlake, Zach Skelton)
5. Technicolor – 7:17 (Timothy Mosley, Angel López, Federico Vindver, Justin Timberlake, Kenyon Dixon, Larrance Dopson, Rio Root)
6. Drown – 4:20 (Amy Allen, Henry Walter, Louis Bell, Justin Timberlake, Kenyon Dixon)
7. Liar (featuring Fireboy DML) – 3:26 (Adedamola Oyinlola Adefolahan, Amy Allen, Atia "Ink" Boggs, Floyd Nathaniel Hills, Justin Timberlake, Kenyon Dixon)
8. Infinity Sex – 3:49 (Adam Wiles, James Fauntleroy, Justin Timberlake, Timothy Mosley, Angel López, Federico Vindver)
9. Love & War – 3:34 (Justin Timberlake, Kenyon Dixon, Larrance Dopson, Timothy Mosley, Angel López, Federico Vindver)
10. Sanctified (featuring Tobe Nwigwe) – 5:11 (Justin Timberlake, Tobechukwu Nwigwe, Kenyon Dixon, Robin Tadross, Floyd Nathaniel Hills)
11. My Favorite Drug – 5:01 (Dougie F, Justin Timberlake, Theron Thomas, Amy Allen, Douglas Ford)
12. Flame – 5:41 (Elliot Ives, Floyd Nathaniel Hills, Justin Timberlake, Kenyon Dixon, Robin "Rob Knox" Tadross)
13. Imagination – 3:16 (Justin Timberlake, Larrance Dopson, Theron Thomas, Louise Bell, Henry Walter, Amy Allen)
14. What Lovers Do – 3:42 (Amy Allen, Henry Walter, Justin Timberlake, Kenyon Dixon, Larrance Dopson, Louis Bell, Theron Thomas, Timothy Mosley, Angel López, Federico Vindver)
15. Selfish – 3:49 (Justin Timberlake, Theron Thomas, Louis Bell, Amy Allen, Henry Walter)
16. Alone – 3:36 (Floyd Nathaniel Hills, Justin Timberlake, Kenyon Dixon)
17. Paradise (featuring *NSYNC) – 4:26 (Justin Timberlake, Kenyon Dixon, Timothy Mosley, Angel López, Federico Vindver)
18. Conditions – 4:36 (Justin Timberlake, Theron Thomas, Louis Bell, Amy Allen, Henry Walter)

Durata totale: 76:54

## Classifiche
| Classifica (2024-25) | Posizione massima |
| -------------------- | ----------------- |
| Lituania             | 44                |
| Polonia              | 2                 |